# Nimis
Nimis (Nimis en frioulan) est une commune italienne de la province d'Udine dans la région Frioul-Vénétie Julienne en Italie.
Nimis est le lieu de naissance et de résidence de Tita Gori (1870-1941), artiste-peintre.

## Administration
| Période                                  | Période | Identité | Étiquette | Qualité |
| ---------------------------------------- | ------- | -------- | --------- | ------- |
|                                          |         |          |           |         |
| Les données manquantes sont à compléter. |         |          |           |         |

### Hameaux
Monteprato, Torlano, Ramandolo, Cergneu, Vallemontana, Chialminis

### Communes limitrophes
Attimis, Lusevera, Povoletto, Reana del Rojale, Taipana, Tarcento